# Andrea Dworkin
Andrea Dworkin (Camden, 26 de setembre de 1946 - Washington DC, 9 d'abril de 2005) va ser una assagista estatunidenca, teòrica del feminisme radical. Va ser coneguda sobretot per la seva crítica de la pornografia, que va comparar amb la violació i altres formes de violència contra les dones.
Militant antibel·licista i propera a l'anarquisme de finals dels anys 1960, Dworkin va escriure més d'una desena de llibres sobre la teoria i la pràctica del feminisme radical. A finals dels anys 70 i els anys 80, va guanyar fama nacional com a portaveu del moviment feminista antipornografia pels seus escrits sobre pornografia i sexualitat, particularment pels llibres Pornography: Men Possessing Women (1979) i Intercourse (1987), les seves dues obres més conegudes.
La seva personalitat i les seves posicions molt categòriques, principalment sobre la sexualitat i la pornografia, van ser el blanc de crítiques, sobretot per part de feministes oposades a les seves idees. Va ser també admirada i aplaudida per destacades feministes.

## Biografia

### Joventut i educació
Nascuda l'any 1946 a Camden, a Nova Jersey, Andrea Dworkin era filla de Harry Dworkin, net d'un rus jueu que va fugir de Rússia amb 15 anys amb la finalitat d'escapar al servei militar, i de Sylvia Spiegel, filla d'immigrats jueus hongaresos. El seu germà petit, Mark, nascut l'any 1949, va convertir-se en un biòleg especialitzat en l'estudi de les cèl·lules canceroses abans de morir el 30 d'abril de 1992 d'un càncer. Practicant amb fervor el judaisme, la seva família pròxima estava particularment compromesa en el suport a l'estat d'Israel; Dworkin explicava així com: 
| « | Tota la resta de la meva família és, jo diria, sionista fanàtica. | » |

 Dworkin explicava que li venia del seu pare, un mestre socialista, la seva passió per la justícia social. Malgrat les relacions obertes amb la seva mare, Dworkin escrivia en una de les seves obres que la fe de la seva mare en el control dels naixements i en l'avortament, quan encara no eren opinions respectables, havia inspirat la seva futura militància.
Encara que hagi descrit la seva família com ben considerada, dominada pel record de la Shoah, ella va tenir tanmateix una infantesa feliç fins als nou anys, quan un home desconegut la va agredir sexualment en una sala de cinema. Quan tenia 10 anys, la família Dworkin es va traslladar a Cherry Hill, una ciutat suburbial de Nova Jersey, cosa que ella més tard va comparar a una abducció per extraterrestres i un tancament en una penitenciaria. A sisè, l'administració de la seva nova escola la va castigar per haver-se negat a cantar Silent Night (essent jueva, va protestar contra el fet de ser forçada a cantar un cant cristià a l'escola).
D'altra banda, des de sisè, Dworkin va començar a escriure poesia i ficció, una activitat que prosseguirà durant tots els seus anys al liceu amb el suport dels seus pares. Explica haver estat particularment influïda per Arthur Rimbaud, Charles Baudelaire, Henry Miller, Dostoïevski, Che Guevara i pels poetes de la Beat Generation, particularment Allen Ginsberg.

### Universitat i primers compromisos
Estudiant al Col·legi Bennington, es va manifestar, el 1965, contra la Guerra del Vietnam a la missió dels Estats Units a les Nacions Unides. Detinguda i enviada a la Nova York Women's House of Detention, una presó per a dones de Nova York, va afirmar que els metges de la presó li van infligir un tacte vaginal tan violent que va continuar sagnant encara uns quants dies després de l'examen. El seu testimoniatge davant el gran jurat va ser posat en relleu per mitjans de comunicació nacionals i internacionals. El gran jurat refusà inculpar ningú, però la declaració de Dworkin va atreure l'atenció del públic sobre els maltractes infligits a les preses i va contribuir a la clausura de la presó alguns anys més tard.
Abandonà a continuació Bennington per anar a Grècia i s'instal·là finalment a Creta, on va compondre una sèrie de poemes anomenats (Vietnam) Variations, un recull en rima i en prosa, que va editar el 1966 en un llibre titulat Child. Al mateix temps, va escriure Notes on Burning Boyfriend, novel·la amb un estil pròxim al realisme màgic. Està redactat en referència al pacifista Norman Morrison que s'havia immolat cremant-se per protestar contra la Guerra del Vietnam. Nombrosos altres poemes i diàlegs estan també reunits en el llibre Morning Hair.
Després d'aquest episodi, Andrea Dworkin va tornar a Bennington on, durant dos anys, va continuar estudiant literatura. Al campus va participar en campanyes per la contracepció, per la legalització de l'avortament i contra la Guerra del Vietnam. Va sortir de la universitat l'any 1968, llicenciada en literatura.

### Vida als Països Baixos
Amb els estudis acabats, Andrea Dworkin va anar a Amsterdam per entrevistar anarquistes holandesos del moviment contestatari Provo. Hi va conèixer Cornelius (Iwan) Dirk de Bruin, també anarquista, amb el qual es va casar el 1968. Molt aviat, després del seu matrimoni, de Bruin esdevé extremadament violent, donant-li cops de puny i puntades de peu, cremant-la amb cigarrets, colpejant-li les cames amb pals de fusta i picant-li el cap contra el sòl fins a fer perdre-li el coneixement. Ella s'amagava però era colpejada, fustigada i amenaçada cada cop que la trobava.

El seu divorci es va resoldre al final de 1971. Va quedar llavors sola i sovint sense abric, a milers de quilòmetres de la seva família. Sense recursos, de vegades es va veure obligada a prostituir-se. Subratlla en un dels seus llibres:
| « | He viscut sovint la vida d'una fugitiva, si no fos que era la via més desesperada d'una dona colpejada que havia de fugir per darrera vegada, fos quina fos la sortida. | » |

Ricki Abrams, una feminista i expatriada americana, la va acollir a casa seva i l'ajudà. S'allotjarà en llocs tan diversos com una barcassa, una granja comunitària i fins i tot en immobles abandonats. Ricki Abrams la va iniciar en els primers escrits de les feministes radicals americanes. Va quedar particularment influïda per Sexual Politics de Kate Millett, per The Dialectic of Sex de Shulamith Firestone, i per Sisterhood is Powerful de Robin Morgan. Dworkin i Abrams van començar a treballar sobre l'inici d'un text feminista que abordava l'odi contra les dones en la història i la cultura, incloent un capítol sobre la revista pornogràfica de contracultura Suck, publicada per un grup de compatriotes expatriats als Països Baixos.
Dworkin va explicar, més tard, que per tornar als Estats Units el 1972, havia considerat de transportar il·legalment un maletí d'heroïna per 1.000 dòlars i un bitllet d'avió. Pensava que, encara que la detinguessin, la presó li hauria permès escapar a la violència del seu exmarit. Malgrat l'anul·lació de l'operació, va rebre el bitllet d'avió de l'home que ho havia organitzat. Abans d'abandonar Amsterdam, va parlar amb Abrams de la seva experiència, de l'emergència del moviment feminista i del llibre que havien començat a escriure. Andrea Dworkin va acceptar acabar-lo —amb el títol Woman Hating— i el va publicar a la seva arribada als Estats Units. En les seves memòries, precisa que en aquesta conversa ha fet el jurament de dedicar la seva vida al moviment feminista:
| « | Asseguda amb Ricki, parlant amb Ricki, li hi havia fet una promesa: que faria servir tot el que sabia, també sobre la prostitució, per fer el moviment de les dones més fort i millor; que donaria la meva vida al moviment. He promès d'estar lligada per l'honor al benestar de les dones, de fer el necessari per aquest benestar. He promès viure i, si cal, morir per les dones. Vaig fer aquest vot aproximadament trenta anys abans, i encara no l'he derogat | » |

### Retorn a Nova York
De retorn a Nova York, va actuar com a militant antibel·licista i va participar en manifestacions pels drets de les lesbianes i contra l'apartheid a Sud-àfrica. Es va unir a grups feministes que sensibilitzaven la societat amb els problemes de les dones i s'implicà en una organització de feministes radicals, organitzant campanyes contra la violència de gènere. En molts dels seus escrits, en el seu activisme i en les manifestacions organitzades per grups feministes locals, aflora el seu talent com a oradora. Les seves preses de paraula sense concessió estimulen les passions tant entre els seus seguidors com en els seus detractors i encoratgen el seu públic a actuar. Com a mostra, el seu discurs de novembre de 1978 en la primera marxa Take Back the Night i la seva crítica contra la violació pronunciada en la Midwest Regional Conference of the National Organization for Changing Men (ara coneguda amb el nom de National Organization for Men Against Sexism) que es titula «I Want a Twenty-Forn Hour Truce During Which There Is No Rape» (que es podria traduir per «vull una treva de vint-i-quatre hores durant la qual no hi hagi violacions»). Durant aquest període, la poeta feminista Muriel Rukeyser la va contractar com a ajudant i Dworkin dirà més tard: 
| « | Era l'ajudant més dolenta de la història del món. Però Muriel em va donar la feina perquè creia en el meu talent d'escriptora. | » |

### Lluita contra la pornografia

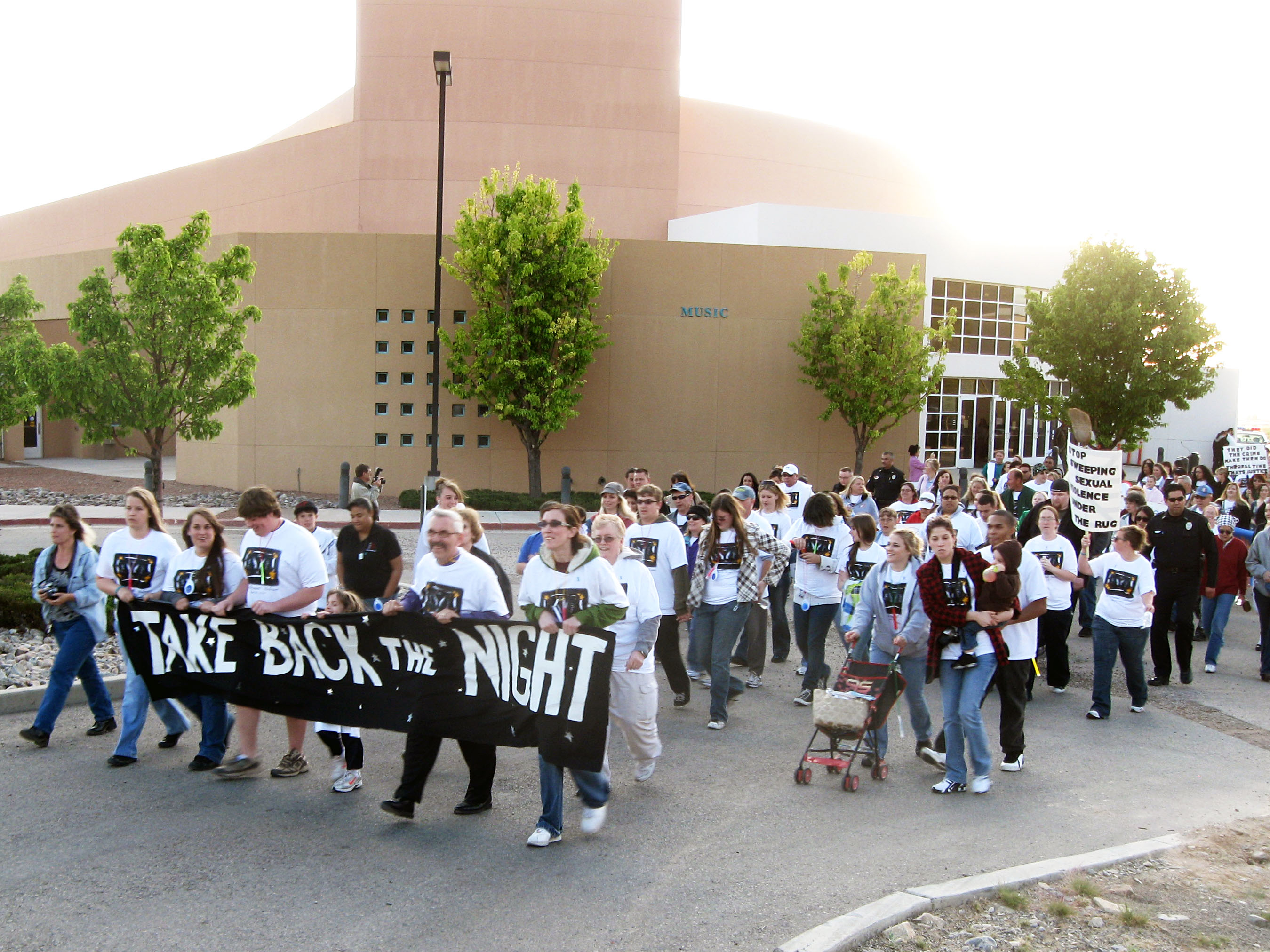
Marxa Take Back The Night el 2010, un tipus de manifestació creada per Dworkin i altres feministes l'any 1978

Andrea Dworkin és recordada pel seu paper de líder, assagista i militant en el moviment feminista antipornografia. És així com el febrer de 1976 va tenir un paper primordial en l'organització de les manifestacions novaiorqueses contra la pel·lícula Snuff i, durant l'estiu del mateix any, es va unir amb Adrienne Rich, Grace Paley, Gloria Steinem, Shere Hite, Karla Jay, Robin Morgan i Susan Brownmiller amb la voluntat comuna de formar un grup feminista radical que lluités contra la pornografia. Aquestes van seguir el seu curs fins a fundar el 1979 el col·lectiu Women Against Pornography, tot i que després Dworkin va començar a allunyar-se del grup a causa de diferències d'enfocament.
Lluitant sempre contra la pornografia, Andrea Dworkin va prendre la paraula, el novembre de 1978, en la primera marxa Take Back the Night, en què s'hi van congregar 3.000 dones en una marxa a través del barri calent de San Francisco. Un any més tard, el 1979, Dworkin va publicar Pornography: Men Possessing Women, una obra que analitza la pornografia antiga i contemporània (i que cita nombrosos exemples trets d'aquest gènere de cinema) com una indústria de deshumanització i d'odi al sexe femení. Dworkin sosté així que la pornografia té un paper en la violència contra les dones, ja sigui pel costat de la producció (pel biaix dels abusos patits per les dones utilitzades en la indústria pornogràfica) com en les conseqüències socials del seu consum, que encoratjaria els homes a erotitzar i a fantasiejar amb el domini, la humiliació i les violències sexuals.

#### Antipornography civil rights ordinance
El 1980, Linda Boreman (protagonista de la pel·lícula pornogràfica Deep Throat sota el nom de Linda Lovelace) va explicar que el seu exmarit Chuck Traynor l'havia colpejada, violada i forçada a rodar pel·lícules pornogràfiques. Boreman va llançar les seves acusacions públicament davant dels periodistes en una roda de premsa que va fer, acompanyada de Dworkin, de la jurista feminista Catharine MacKinnon i d'altres membres de Women Against Pornography. Després de la roda de premsa, Dworkin, MacKinnon, Steinem i Boreman van començar a conversar sobre la possibilitat d'utilitzar les lleis dels drets civils per denunciar Traynor per danys i perjudicis. Boreman hi estava interessada, però van haver d'abandonar després que Steinem descobrís que havia prescrit. No obstant això, el relat de Linda Boreman s'integra a la reflexió de Dworkin i MacKinnon, que veuen en la pornografia, per la naturalesa violenta, l'avantcambra de la violació: «la pornografia és la teoria, la violació és la pràctica».
La producció pornogràfica podria, doncs, entendre's com un perjudici cap a les dones, perjudici que només el dret podria corregir, i reparar. És així com el 1983, els polítics conservadors elegits de Minneapolis van contractar Dworkin i MacKinnon perquè redactessin una ordenança contra la pornografia que hauria d'estar integrada en el corpus legislatiu de la ciutat. Les dues feministes podrien així posar en pràctica la seva teoria. Efectivament, la seva ordenança defineix la pornografia com una violació dels drets civils de la dona permetent a aquelles que es consideren perjudicades per la pornografia perseguir els productors i els distribuïdors davant la jurisdicció civil amb la finalitat d'obtenir indemnitzacions. Mentre que la pornografia es definia així: «esclavitud sexual de les dones per imatges o per paraules que les representen com objectes per ser humiliades, colpejades, violades, degradades, torturades, reduïdes a parts del seu cos, posades en postures servils de submissió o d'exhibició». La llei va ser votada dues vegades pel consell municipal de Minneapolis, però l'alcalde demòcrata Don Fraser va considerar la formulació de l'ordenança massa vaga, i sempre hi va imposar el seu veto. No obstant això, l'ordenança després va ser votada a Indianapolis el 1984, tot i que va ser finalment rebutjada pel Tribunal d'Apel·lació dels Estats Units, que la va considerar inconstitucional. Totes les altres temptatives de fer acceptar l'ordenança antipornografia en altres ciutats o en altres estats van ser un fracàs, sobretot quan el Tribunal Suprem dels Estats Units va confirmar la inconstitucionalitat de l'ordenança sempre en nom de la primera Esmena i de la llibertat d'expressió.
Malgrat ser refusada, Dworkin va continuar amb l'enfocament legalista en els seus escrits i en les seves accions, encoratjant, per exemple, les feministes antipornografia que van organitzar campanyes a Cambridge (1985) i Bellingham (1988), amb l'objectiu de fer aprovar per referèndum versions de l'ordenança antipornografia.

#### Testimoniatge davant la Comissió Meese

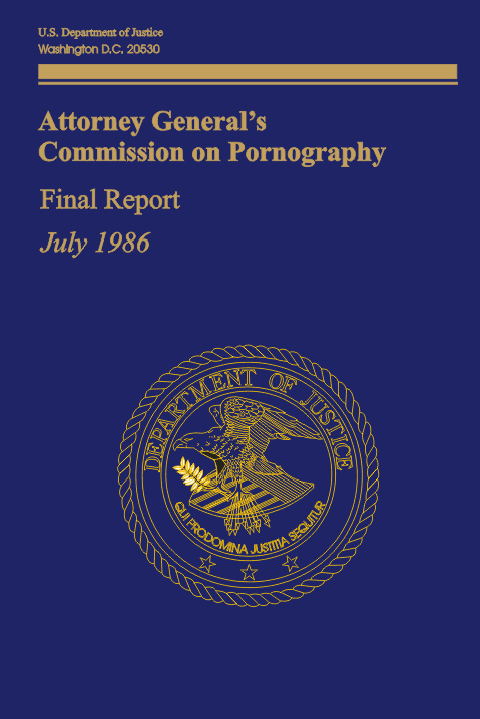
Informe final de la Comissió Meese en la que Dworkin va participar.

El 22 de gener de 1986, Dworkin va testificar durant una hora i mitja davant l'Attorney General's Commission on Pornography (sovint anomenada Commission Meese) a Nova York, i va contestar les preguntes dels seus membres després d'haver acabat el seu propi relat. El seu testimoniatge va ser apreciat i reproduït en l'informe final de la comissió mentre que Dworkin i MacKinnon van destacar aquesta publicació en una roda de premsa comuna en la qual van reafirmar els fonaments de la seva Antipornography civil rights ordinance. La Comissió Meese va aconseguir després amb èxit que les cadenes de petits supermercats retiressin dels seus prestatges les revistes per a homes, com Penthouse o Playboy. Dworkin, d'altra banda, va declarar que aquesta revista: 
| « | Tant en els seus textos com en les seves imatges encoratgen la violació i els abusos sexuals a menors. | » |

 La campanya portada per la Comissió Meese contra els llibreters i els comerciants va ser finalment invalidada per una decisió de la Cort Federal en l'afer Meese contra Playboy.
En el seu testimoniatge i en les seves respostes, Dworkin va denunciar la utilització de les lleis antiobscenitat per perseguir els creadors de pornografia, declarant: «estem contra les lleis sobre l'obscenitat. No en volem. Vull que comprengueu per què, estigueu d'acord o no. Va explicar que les lleis relatives a l'obscenitat eren totalment ineficaces i no feien més que amagar la pornografia a la vista del públic, tot permetent de desenvolupar-se discretament. En resum, per a Dworkin, aquestes lleis suprimirien totes les publicacions sense distinció, subratllant que «les lleis sobre l'obscenitat encoratgen també la misogínia en la seva concepció mateixa. El seu postulat de base és que és el cos de les dones és obscè.»
En lloc d'això, va emetre cinc recomanacions. Va aconsellar que «el Departament de Justícia dels Estats Units doni instruccions a les agències encarregades del manteniment de l'ordre amb la finalitat de guardar les traces de la utilització de pornografia en crims violents.» Dworkin també va proposar la prohibició de la possessió i de la distribució de la pornografia a les presons. En paral·lel, va preconitzar que els fiscals reforcessin les lleis contra el proxenetisme i no cedir més als actors de pornografia. Entre aquestes recomanacions, Dworkin va suggerir que una de les prioritats del departament de Justícia havia de ser reforçar la RICO (Racketeer Influenced and Corrupt Organizations Act) contra la indústria de la pornografia. I finalment, va aportar la idea que el Congrés adoptés una legislació federal antipornografia que hauria previst danys i perjudicis pels greuges infligits a les dones.
Al mateix temps, va suggerir que la Comissió Meese pensés en crear una disposició considerant com un crim i com una privació dels seus drets civils el fet de forçar una persona a prendre part en la indústria pornogràfica. Dworkin va suggerir també que participar en el tràfic de material pornogràfic sigui considerat com una conspiració en contra de drets civils de les dones.
Igualment va sotmetre a la comissió una còpia del llibre de Boreman, Ordeal, com un exemple dels abusos als què esperava posar remei, explicant que «l'única cosa original en el cas de Linda és que va tenir el coratge de combatre públicament el que li havia passat. I el que es faci és per ajudar-la o no és per ajudar ningú.»

#### Intercourse
El 1987, Dworkin va publicar Intercourse, obra en la qual estén la seva anàlisi de la pornografia a les mateixes relacions sexuals, afirmant que el gènere de submissió mostrat per la pornografia té un paper central en les experiències que tenen les dones i els homes de la sexualitat heterosexual en una societat de supremacia masculina. Sempre en el marc de les societats patriarcals descrites per la feminista, explica que totes les relacions heterosexuals són alienants i degradants per a la dona; sosté que la penetració pot, en la seva naturalesa mateixa, condemnar les dones a la inferioritat i a la submissió.
Basant-se tant en la pornografia com en la literatura –per exemple Sonata a Kreutzer, Madame Bovary o Dràcula– Dworkin va afirmar que les descripcions de relacions sexuals en l'art i la cultura dominant posen sistemàticament l'accent sobre les relacions heterosexuals com l'única mena de «verdadera» sexualitat. Va descriure les relacions sexuals en termes violents o invasius, una violència que seria essencial en l'erotisme, i que seria sovint conjugada amb menyspreu i fàstic (anant de vegades fins a l'homicidi) de les dones. Dworkin va explicar que aquest gènere de descripció reforça també l'androcentrisme i l'aspecte coercitiu de la sexualitat i que, quan els comportaments es combinen amb les condicions de vida de les dones en una societat sexista, l'experiència de les relacions sexuals heterosexuals esdevenen una part integrant del domini masculí. Aquestes relacions són, segons Dworkin, viscudes com una forma d'ocupació, que haurien tanmateix de ser agradables a les dones entenent que serien consubstancials a la identitat i a l'estatut de la dona.
Aquest tipus de proposició és sovint citada pels crítics de Dworkin, que interpreten aquesta obra com afirmant que «totes» les relacions heterosexuals són violacions, o més generalment que el caràcter anatòmic de les relacions sexuals les fa intrínsecament perjudicials per a la igualtat entre homes i dones. Per exemple, Cathy Young explica que algunes de les declaracions de Dworkin com: «la relació sexual és l'expressió formal, pura i estèril del menyspreu masculí per les dones» poden estar raonablement resumides en: 
| « | Tot el sexe és violació. | » |

Dworkin va rebutjar aquesta interpretació, declarant més tard en una entrevista: «penso que les relacions sexuals i el plaer poden, i han de sobreviure a la igualtat social», suggerint que el malentès ha nascut en raó de la ideologia sexual que ha criticat: «com el model sexual és conquistador, possessiu i violent, penso que molts homes creuen que necessiten aquest avantatge injust, que a l'extrem anomenarien violació. No penso que els calgui».

#### DecisióButler
El 1992, el Tribunal Suprem del Canadà va prendre una decisió: el cas R. vs. Butler, que va integrar en les lleis canadenques sobre obscenitat, elements del treball legislatiu portat per Dworkin i MacKinnon sobre la pornografia. De fet, Dworkin i MacKinnon, després del fracàs de l'ordenança antipornografia el 1983, van modificar la seva manera de comprendre la pornografia afirmant que és una font d'injustícia, i per consegüent, no el situa sota la protecció del principi de lliure expressió: la pornografia ha d'estar combatuda com a font de discriminació. Així en el cas Butler, el Tribunal va sostenir que les lleis canadenques sobre obscenitat havien violat la llibertat d'expressió i els drets dels ciutadans canadencs; no obstant això, en la Carta canadenca dels drets i llibertats, sí han de ser aplicades per raons morals o sobre la base dels estàndards comuns de la decència. Mentre que, al mateix temps, el Tribunal afirma que les lleis antiobscenitat es poden posar en marxa conforme a la Constitució si combaten la pornografia amb l'objectiu de garantir la igualtat entre els sexes, un principi també present en la Carta. És així com la decisió del Tribunal es va inspirar en anteriors reflexions de Dworkin tot citant àmpliament extractes de treballs preparats pel Women's Legal Education and Action Fund (LEAF), amb l'ajuda i la participació de Catharine MacKinnon.
No obstant això, Andrea Dworkin es va oposar a la posició del LEAF, argumentant que les feministes no haurien d'ajudar o provar de reformar les lleis sobre l'obscenitat.
Concretament, la decisió Butler feia constitucionals les restriccions en la venda, distribució o importacions de materials pornogràfics amb l'òptica de salvaguardar la igualtat entre homes i dones, un fet principal que serà celebrat per nombroses feministes.

### Últims anys

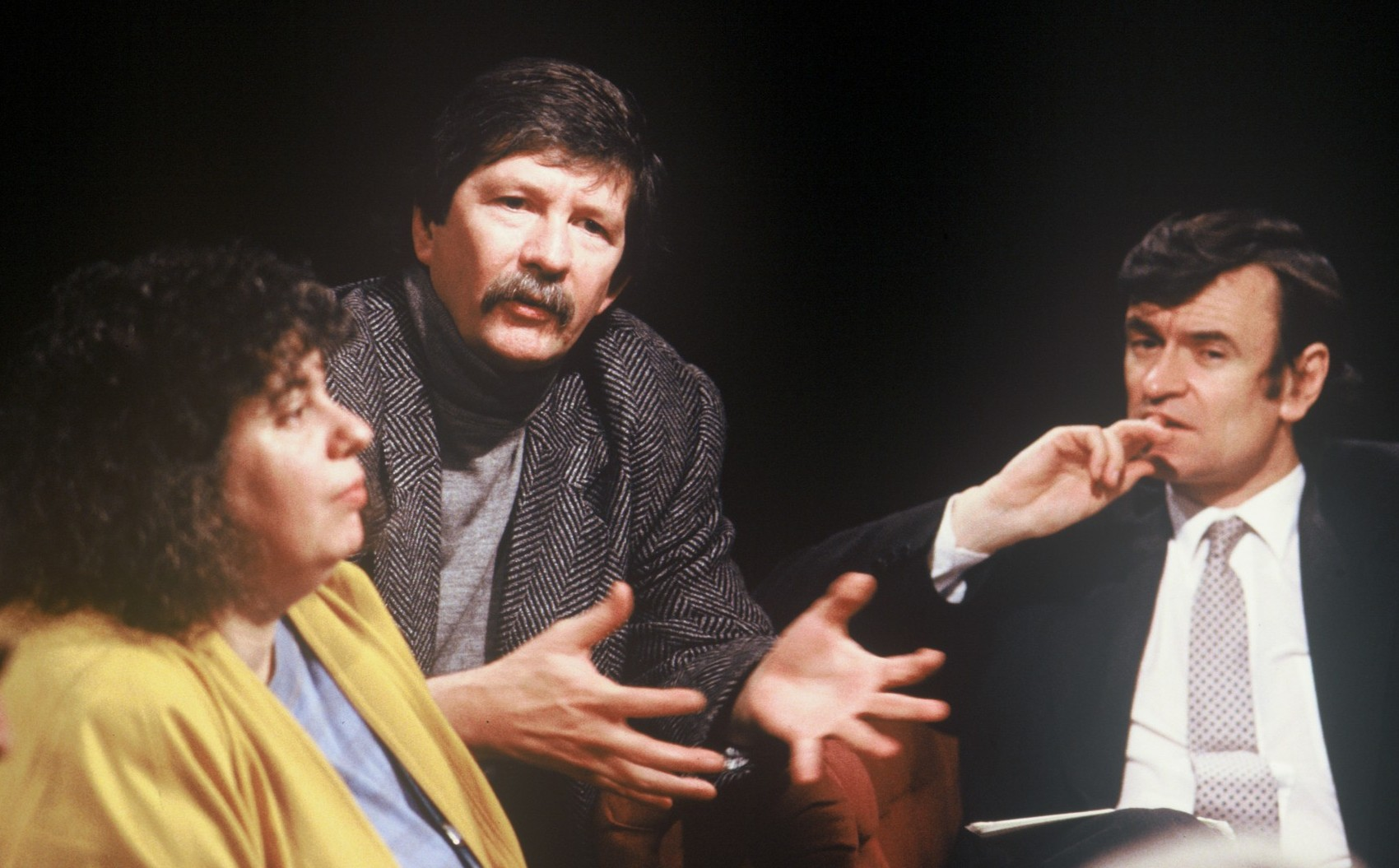
Andrea Dworkin i Jim Haynes al programa de televisió After Dark (1988)

El 1997, Dworkin va publicar Life and Death: Unapologetic Writings on the Continuing War on Women, un recull dels seus discursos i dels seus articles que daten dels anys 1990, incloent-hi una llarga part autobiogràfica sobre la seva vida d'escriptora. Els articles aborden assumptes tan variats com la violència contra les dones, la pornografia, la prostitució, l'ús de la violació durant la Guerra de Bòsnia, la massacre de l'Escola Politècnica de Mont-real, Israel, la política del gènere de l'United States Holocaust Memorial Museum. Encara el 1997, la New York Times Book Review va publicar una llarga carta de Dworkin en la qual explica que l'origen del seu profund odi cap a la prostitució i la pornografia hauria estat el seu passat de dona maltractada múltiples vegades: violentament examinada per metgesses d'una presó, colpejada pel seu primer marit, i per nombrosos altres homes.
Durant aquest període, Dworkin va destacar per la seva oposició ferotge al president Bill Clinton durant l'afer Lewinsky, no sols donant suport a Monica Lewinsky sinó també defensant al mateix temps Paula Jones i Juanita Broaddrick, fins a afirmar «crec que Clinton és un violador».
Dworkin va teixir enllaços amb el judaisme i Israel des de la seva joventut: nombrosos membres de la seva família van morir durant la xoà, i estava, per exemple, interessada en el Procès de Nuremberg que va estudiar al Col·legi Bennington. La feminista va visitar així Israel des de desembre de 1988 per presenciar la primera conferència internacional de les feministes jueves a Jerusalem, on en paral·lel va poder trobar militants feministes radicals àrabs i jueves que l'havien sensibilitzat en les desigualtats, sexuals i ètniques, que existien al si d'Israel. El 2000, va publicar Scapegoat: The Jews, Israel, and Women's Liberation, una obra que considera com l'obra de la seva vida i en la qual s'aplica a condemnar l'antisemitisme tot comparant l'opressió de les dones amb la persecució dels jueus. En l'assaig, Dworkin va explicar que la Segona Guerra Mundial va engendrar un món en el qual les dones són definitivament les «perdedores»; en suma, segons ella, els nazis haurien castrat els jueus, que al seu torn ho haurien fet a les dones israelianes i palestines. Mentre que els palestins, castrats pels israelians, haurien compensat aquesta arribada a la seva virilitat per un domini augmentat de les dones palestines. De fet, la posició de Dworkin i, doncs, la seva obra Scapegoat són ambivalents, perquè d'un costat, admira el combat dels jueus per la creació i la defensa d'Israel però de l'altre, condemna la violència i la misogínia que han resultat d'aquests enfrontaments. És també en aquesta obra on Dworkin fa una crida a la creació d'un país d'acollida per a les dones com a resposta a la seva opressió. Aquest estat seria, en la ment de la feminista, el costat femení d'Israel-Palestina on cada dona assetjada podria refugiar-se, igual que un jueu realitzant l'aliyyà
El mateix any, el 2000, Dworkin va publicar articles controvertits al New Statesman i al  The Guardian declarant que un o diversos homes l'havien violada en la seva habitació d'hotel a París, l'any anterior, després d'haver-li fet ingerir GHB (o una droga del mateix gènere) amb la finalitat de deixar-la inconscient. Els seus articles van alimentar la controvèrsia, sobretot quan escriptores com Catherine Benett i Julia Gracen van publicar els seus dubtes en el cas del seu testimoniatge, dividint l'opinió entre els escèptics i els que li donaven suport, amb -per exemple- feministes com Catharine MacKinnon, Katharine Viner (periodista del Guardian) o Gloria Steinem. Charlotte Raven ha descrit més tard els arguments avançats per Dworkin com «una afirmació àmpliament desacreditada» que valdria millor veure com «una mena de tasca artística rutinària» Emocionalment fràgil i amb la salut debilitada, Dworkin pràcticament es va retirar de la vida pública durant dos anys després de la publicació d'aquests articles.

El 2002, Dworkin va publicar la seva autobiografia Heartbreak: The Political Memoir of a Feminist Militant tot tornant a expressar-se públicament i a escriure. En una entrevista amb Julie Bindel el 2004, explicava: 
| « | Pensava que estava acabada però sento una nova vitalitat. Vull continuar ajudant les dones. | » |

 Va publicar així tres articles a The Guardian i va començar a treballar en un nou llibre que va deixar inacabat, Writing America: How Novelists Invented and Gendered a Nation, una obra que aborda el paper de novel·listes com Ernest Hemingway o William Faulkner, en el desenvolupament de la política americana i de la seva identitat cultural.

### Malaltia i mort
Durant els seus últims anys, Dworkin va patir una salut fràgil, i va confiar a The Guardian la seva última crònica afirmant que havia estat debilitada i pràcticament paralitzada per una severa artrosi en els genolls. Poc de temps després del seu retorn de París el 1999, va ser hospitalitzada amb una febre important i trombosi a les cames. Mesos després de la sortida de l'hospital, era cada cop més incapaç de doblegar els genolls, i va haver de patir una operació quirúrgica per posar a lloc els genolls amb titani i pròtesis de plàstic. Escrivia: «El metge que em coneix millor diu que l'artrosi comença abans que no s'hagi paralitzat –en el meu cas, potser per haver estat sense sostre o haver patit abusos sexuals, o colpejada a les cames o a causa del meu pes. John Stoltenberg, el meu company, responsabilitza un estudi sobre la identitat jueva i l'alliberament de les dones que m'ha ocupat nou anys a escriure, i és, diu ell, el llibre que m'ha robat la salut. Pel que fa a mi, ho atribueixo a la violació patida l'any 1999 a París».
Quan un periodista li va demanar com volia que se la recordés, va respondre: «en un museu, quan la dominació masculina hagi mort. M'agradaria que el meu treball sigui un testimoniatge antropològic d'una societat primitiva acabada». Va morir mentre dormia el matí del 9 d'abril del 2005 en la seva casa de Washington amb 58 anys. Segons Stoltenberg, la causa de la mort hauria estat una miocarditis aguda.

## Dworkin i la ficció
Ja reconeguda com una teòrica i una militant feminista, Dworkin va publicar també tres obres de ficció. Va escriure així l'any 1980 un recull de novel·les, The New Woman's Broken Heart. En la seva primera novel·la, Ice and Fire, que va ser editada al Regne Unit el 1986, Dworkin elabora un relat en primera persona ple de violència i de maltractaments, que Susie Bright ha pogut comparar a una reescriptura feminista d'un dels escrits més coneguts del marquès de Sade, Juliette. No obstant això, Dworkin tenia la intenció de mostrar que els mals causats a les dones pels homes eren alguna cosa políticament banal, i no eren considerats com un erotisme anormal o original. Dworkin va afirmar que els seus llibres han hagut de plantar cara als rebutjos dels editors que cedien a la pressió de Playboy; tanmateix The Telegraph ha explicat més prosaicament que les novel·les de la feminista no eren populars.

De vegades, contades per un narrador en primera persona, les novel·les de Dworkin integren sovint elements de la seva vida i aborden freqüentment els mateixos temes que els seus assajos. D'altra banda, els crítics han destacat de vegades passatges d'Ice and Fire en els quals els personatges expressen exactament els mateixos punts de vista que Dworkin. Aquesta última ha escrit, tanmateix, que: 
| « | «La meva ficció no és una autobiografia. No sóc una exhibicionista. No pujo a l'escenari. No demano perdó. No em vull confessar. Però he utilitzat tot el que sé –la meva vida – per mostrar que el que jo crec ha d'estar descrit amb la finalitat que s'hi pugui plantar cara. L'imperatiu al cor de la meva escriptura –el que cal fer– ve directament de la meva vida. Però no puc descobrir-la directament als ulls de tots, ni tan sols donar-hi un cop d'ull mentre d'altres miren». | » |

## Crítics i herència
Dworkin va escriure deu llibres sobre feminisme radical, però també nombrosos discursos i articles, tots concebuts amb l'objectiu d'afirmar i de denunciar la presència d'una violència normalitzada i institucionalitzada contra les dones; ha esdevingut una de les més influents autores i portaveus del feminisme radical estatunidenc de final dels anys 1970 i dels anys 1980. Ha definit la pornografia com una indústria de violència i de deshumanització devastadora, i no simplement com un regne de fantasmes, mentre que la prostitució seria un sistema d'explotació i les relacions sexuals el punt clau de la submissió en una societat patriarcal. Les seves anàlisis i els seus escrits han influït i inspirat els treballs de nombroses feministes americanes de primera fila com Catharine MacKinnon, Gloria Steinem, John Stoltenberg, Nikki Craft o Susan Cole. Les posicions intransigents i l'estil punxant dels seus escrits i dels seus discursos, Robert Campbell els ha qualificat d'«apocalíptics», li han valgut d'estar sovint comparada, per Robin Morgan o Susie Bright entre d'altres, a oradors com Malcolm X. Pel que fa a Gloria Steinem, ha comparat sovint el seu estil al dels profetes de l'Antic Testament. Susan Brownmiller, una feminista americana, rememorant el discurs de Dworkin pronunciat en la caminada Take Back the Night el 1978 va escriure:
| « | La tarda de dissabte s'ha acabat amb la marxa de les espelmes Take Back the Night (la primera d'aquest gènere) a través del barri calent, i ha començat amb un discurs inflamat d'Andrea Dworkin. Ja havia vist Andrea al meu saló, però era la primera vegada que veia Andrea en acció. Allà la vaig anomenar «Rolling Thunder». Suant la seva granota texana característica, agafava l'entonació excessiva que farà d'ella alguns anys més tard tant un ídol com un objecte de burles. El calvari teatralitzat de Dworkin i l'estil digne d'un predicador mai no m'han convençut gaire, però conservo el meu respecte pel seu valor, molt de temps després que he abandonat l'estudi de la guerra dels sexes. Una vegada acabada la seva crida a l'acció, tres mil manifestants han baixat als carrers. | » |

Altres feministes no van vacil·lar a publicar la seva simpatia o commemorar la seva mort, com Catharine MacKinnon, una de les seves col·laboradores i vella amiga de Dworkin. Aquesta va publicar una crònica al New York Times amb la finalitat de retre homenatge a la que descriu com «brillant carrera literària i política» de Dworkin, fins i tot suggerint que hauria merescut ser nominada al premi Nobel de literatura. Però MacKinnon deplora també que «les mentides en el cas de les seves posicions sobre la sexualitat (creia que les relacions sexuals eren una violació) i les seves aliances polítiques (que estaven alineades amb la dreta) hagin estat publicitades, i ho siguin encara, sense fer un esforç de verificació, les cartes rectificatives gairebé sempre han estat refusades». MacKinnon ha continuat explicant que «allà on l'aparença dels escriptors masculins era considerada sense importància o adorada com una excentricitat» el físic de Dworkin era ridiculitzat i detestat fins al punt de ser copiat i parodiat en pornografia. I MacKinnon diu «quan entaulava un procés per difamació, els tribunals banalitzaven les mentides pornogràfiques considerades com fantasmes, i les elevaven al rang de sàtira».
No obstant això, el comportament i el llenguatge de Dworkin van suscitar sovint debats agitats, quan fins i tot ella no estava al centre d'una intensa controvèrsia. Com ho resumeix The Telegraph, «era demonitzada no sols pels creadors de pornografia sinó també per molts liberals que la tenien també en un gran menyspreu». Així, la periodista Cathy Young es va queixar que les necrològiques de Dworkin no fossin més que «artificis»: afirmà que les seves posicions aixecaven manifestament androfòbia, i que estava simplement «boja». Cathy Young va criticar també allò que anomena «l'herència destructora» de Dworkin, i la va qualificar de «trist fantasma» que el feminisme hauria d'exorcitzar. I quan no eren criticades les seves anàlisis, eren els seus testimoniatges que suscitaven de vegades escepticisme, particularment els de la violència que hauria patit a mans dels homes. L'exemple més conegut era la controvèrsia sobre les seves al·legacions de violacions i de submissió química a París el 1999. En el mateix sentit, What Battery Really Is, un article escrit per Dworkin el 1989 per a la revista Newsweek, va trobar nombrosos obstacles abans de poder ser publicat. Efectivament, Dworkin va redactar aquest article en resposta a la feminista radical Susan Brownmiller, que li havia explicat que Hedda Nussbaum, una dona colpejada, hauria hagut d'estar inculpada per haver fracassat a aturar l'homicidi de la seva filla adoptiva pel seu company, Joel Steinberg. Mentre que Newsweek havia acceptat inicialment publicar What Battery Really Is, la revista va refusar finalment la demanda dels seus advocats, que van, segons Dworkin, explicar que devia ser publicada anònimament «per protegir la identitat de l'autora de les violències» i suprimir les referències a ferides precises, o sigui, proporcionar proves mèdiques, dels enregistraments de la policia, i una declaració escrita d'un metge que havia vist les ferides». En lloc d'això, Dworkin va sotmetre el seu article al Los Angeles Times que el va publicar el març del 1989.
I tot i que era famosa pel seu esperit combatiu, de vegades fins i tot per la seva violència, Dworkin va explicar també «tinc l'íntima convicció que cada moviment ha necessitat els seus radicals i els seus liberals [...]. Sempre heu necessitat d'una dona que pot caminar en una sala amb bones maneres, parlar amb bon to, que tingui accés al poder. Però també heu necessitat una línia de fons». En suma, «encara que estava irritada per les feministes liberals, […] acceptava que els seus punts de vistes poguessin no ser acceptables per tothom».

### Dworkin i la dreta
El 1983, Dworkin va publicar Right-Wing Women: The Politics of Domesticated Females, que volia ser una anàlisi, i una temptativa d'explicació, de les motivacions que tenen les dones a col·laborar amb els homes en la restricció de les seves pròpies llibertats. En el prefaci de l'edició britànica, Dworkin declara que la «nova dreta» dels Estats Units ha aconseguit fer que algunes dones, en nom de les dones, es batin per deixar la «propietat dels homes» i per defensar una religió que seria l'expressió d'una «supremacia masculina transcendent», al costat d'una dreta conservadora que estaria particularment amatent a la preservació de l'autoritat masculina en la família, a la promoció d'una religió rigorista i a la lluita contra l'avortament i contra els esforços fets per erradicar la violència domèstica. Prenent això com un problema personal, Dworkin es preguntava: «per què les dones de dretes contribueixen a la seva pròpia submissió? Com fa la dreta, dirigida per homes, per apel·lar a la participació i a la lleialtat de les dones? I per què aquestes dones de dreta odien veritablement les lluites feministes per la igualtat?».
Malgrat tot, Andrea Dworkin va mantenir una certa comunicació política amb la dreta. Primer, escrivint el llibre Right-Wing Women, que parteix del postulat que existia un acord entre els feministes i les dones de dretes sobre l'existència d'un domini sexual i material dels homes tot reconeixent discrepàncies sobre l'estratègia adoptada per plantar-hi cara. Però és sobretot una altra forma d'aliança que li serà fortament reprotxada. En efecte, el projecte d'ordenança antipornografia, concebut amb Catharine MacKinnon, va veure la unió de les feministes abolicionistes en el camp dels conservadors al voltant del que va ser percebut, ja sigui per feministes o per l'opinió pública, com una temptativa de censura. També en els anys 1980 Dworkin va testificar davant la Comissió Meese mentre que el fiscal general Edwin Meese treballava en el gabinet del socialment conservador Reagan. Cal, tanmateix, subratllar que les feministes, antipornografia o prosexe, refusen posicionar-se sobre el camp de la moral; si Dworkin vol prohibir la pornografia, això no és, contràriament als conservadors, per raons moralitzants. Això no va impedir que la feminista radical conversés i debatés amb l'escriptor conservador de la Nacional Review David Frum i la seva esposa, en un intercanvi organitzat per Christopher Hitchens.
Així, en la mort de Dworkin, personalitats conservadores reconegudes no van vacil·lar a retre-li homenatge. A més de David Frum, Maggie Gallagher (una comentadora de tendència conservadora) o Richard Brookhiser (col·laborador de la Nacional Review) van rememorar les seves trobades i els seus eventuals punts comuns, principalment el seu rebuig a Bill Clinton i com detestaven la pornografia. Aquests homenatges pòstums van fer dir a l'escriptor gai i conservador Andrew Sullivan que Dworkin era apreciada per una certa franja de la dreta americana i ha afirmat que «com Dworkin, el seu primer reflex, quan veuen humans viure lliurement, proven de controlar-los i frenar-los pel seu propi bé. Com Dworkin, queden terroritzats per la sexualitat masculina, i veuen els homes com un problema a regular. Com Dworkin, creuen en el poder de l'estat per censurar i forçar les llibertats sexuals. Com Dworkin, veuen la gran i nova llibertat adquirida per les dones i els gais des dels anys 1960 com un terrible desenvolupament per a la cultura humana».
De fet, és la definició mateixa de la pornografia utilitzada per Dworkin la que ha pogut estar posada en causa. Recordem que, per a Dworkin, és pornografia tota representació d'una dona que provoca plaer essent humiliada o violentada. La seva definició no admet cap excepció (no importa que l'obra apuntada hagi estat qualificat de literària o d'artística) mentre que els termes emprats per Dworkin (com humiliació o submissió) poden ser considerats com vagues. En el mateix ordre d'idees, el filòsof Alan Soble explica que, finalment, en les obres apuntades per Dworkin, les dones són també tan ridícules com els homes que també estan caricaturitzats. Per a ell «la pornografia no seria misògina sinó misantropa».
Més àmpliament, Dworkin també es va guanyar les crítiques de les feministes prosexe, sobretot durant el que es va anomenar la Sex Wars del final dels anys 1970 i dels anys 1980. Una expressió que serveix, de fet, per designar una sèrie de debats apassionats que han dividit i vertebrat les reflexions feministes sobre un gran nombre de qüestions lligades al sexe i a la sexualitat. Les crítiques prosexe van reprotxar així a Dworkin el seu militantisme legal, que van considerar com a censura, tot explicant que el seu treball sobre la pornografia i el sexe havia encoratjat una visió essencialista, conservadora i repressiva de la sexualitat. A més, les seves anàlisis de les relacions heterosexuals, de la pornografia o de la prostitució van ser criticades sovint per no tenir prou en compte les accions de les dones o les seves tries sexuals: ella hauria vist les dones només com a víctimes passives.
Tanmateix, Dworkin ha replicat que aquest gènere d'arguments pervertien sovint les seves opinions i que sota el nom de tria i de prosexe les crítiques feministes han fracassat en qüestionar les estructures polítiques violentes que restringeixen les tries de les dones i que modelen el significat de l'acte sexual.

### Dworkin i l'incest
Algunes crítiques, com la revista de Larry Flynt, Hustler, o Gene Healy, pretenen que Dworkin aprova l'incest. En efecte, en l'últim capítol de Woman Hating, Dworkin escriu que «la relació pare-nen és essencialment eròtica perquè totes les relacions humanes són essencialment eròtiques», però també que «el tabú de l'incest, perquè s'oposa a la nostra plenitud essencial amb els pares, que estimem amb la nostra energia primària, força a interioritzar-los i a investigar-los constantment. El tabú de l'incest fa la feina bruta de la cultura [...]. La destrucció del tabú de l'incest és essencial per al desenvolupament d'una comunitat humana cooperativa basada en la lliure circulació d'un erotisme natural androgin». Tot i que Dworkin no va explicar si «la plenitud» de la qual havia parlat suposava implicar efectivament una intimitat sexual, una pàgina abans defineix el que entén per «relació eròtica» com una relació «la substància de la qual és una comunicació i una connexió no verbal», que distingeix explícitament del que anomenava fucking.
Amb més força, el treball de Dworkin de començament dels anys 1980 comporta freqüents condemnes de l'incest i de la pedofília, que pensava que era una de les principals formes de violència contra les dones; explica una vegada que «l'incest és terriblement important en la comprensió de la condició femenina. És un crim comès contra algú, un crim les nombroses víctimes del qual no anomenen mai». Encara en els anys 1980 es va oposar públicament al seu vell amic Allen Ginsberg pel seu suport a la pornografia infantil i a la pedofília. Efectivament, mentre que Ginsberg afirmava que «el dret pot ficar-me a la presó», Dworkin li hi havia respost «sí, són molt sentimentals, jo t'hauria matat». D'altra banda, ha explicat en una entrevista que una dona violada tenia el dret d'exercir represàlies contra el seu agressor: «pensa -crec verdaderament- que una dona té el dret d'executar l'home que l'ha violada. Si una dona és violada, té el dret de venjar-se i l'estat no té el dret d'intervenir-hi», mentre que en el seu despatx tenia una fotografia de William Kennedy Smith, un membre de la família Kennedy implicat en un afer de violació, coronat amb les paraules «els homes morts no violen». Davant de les al·legacions de la revista Hustler, que afirmava que defensava l'incest, Dworkin els va denunciar per difamació, que va quedar però sense efecte perquè el tribunal rebutjà la seva queixa per una mala interpretació del seu treball, feta de bona fe, que no constituïa una difamació en el sentit legal del terme.

## Relacions

### Amor de John Stoltenberg
El 1974, Dworkin va conèixer el militant feminista John Stoltenberg (que ara és conegut per haver escrit una sèrie de llibres sobre el feminisme radical i articles sobre la masculinitat) a la sortida d'una lectura de poemes a Greenwich Village, que tots dos havien abandonat a causa del gir misogin que havia pres la reunió. Van convertir-se en amics molt propers fins a finalment conviure i fins i tot casar-se el 1998. Encara que Dworkin hagi escrit públicament que «estimo John amb el meu cor i la meva ànima» i que Stoltenberg hagi descrit Dworkin com «l'amor de la meva vida», Dworkin va continuar identificant-se públicament com a lesbiana mentre que Stoltenberg es reconeixia com a gai. Aquest últim, explicant la perplexitat que semblava causar la seva relació, l'ha resumit dient: «assenyala just públicament el més simple dels fets: sí, Andrea i jo convivim, ens estimem i som socis, i tots dos hem sortit de l'armari». Després de la mort de Dworkin, el 2005, Stoltenberg afirmà que «no hem dit a ningú que ens havíem casat, perquè això hauria confós la gent. Pensen, oh, ella és d'ell. I no volíem aquestes bestieses». La seva relació de més de 30 anys ha influït fortament Stoltenberg i el seu treball, com ha confiat: «tinc tendència a parlar molt sobre el que estic treballant: Andrea és generalment la primera persona a sentir la idea -perquè neix sovint d'una de les nostres converses- i és l'única persona a qui mostro tots els successius esborranys».

### Amistat amb Michael Moorcock

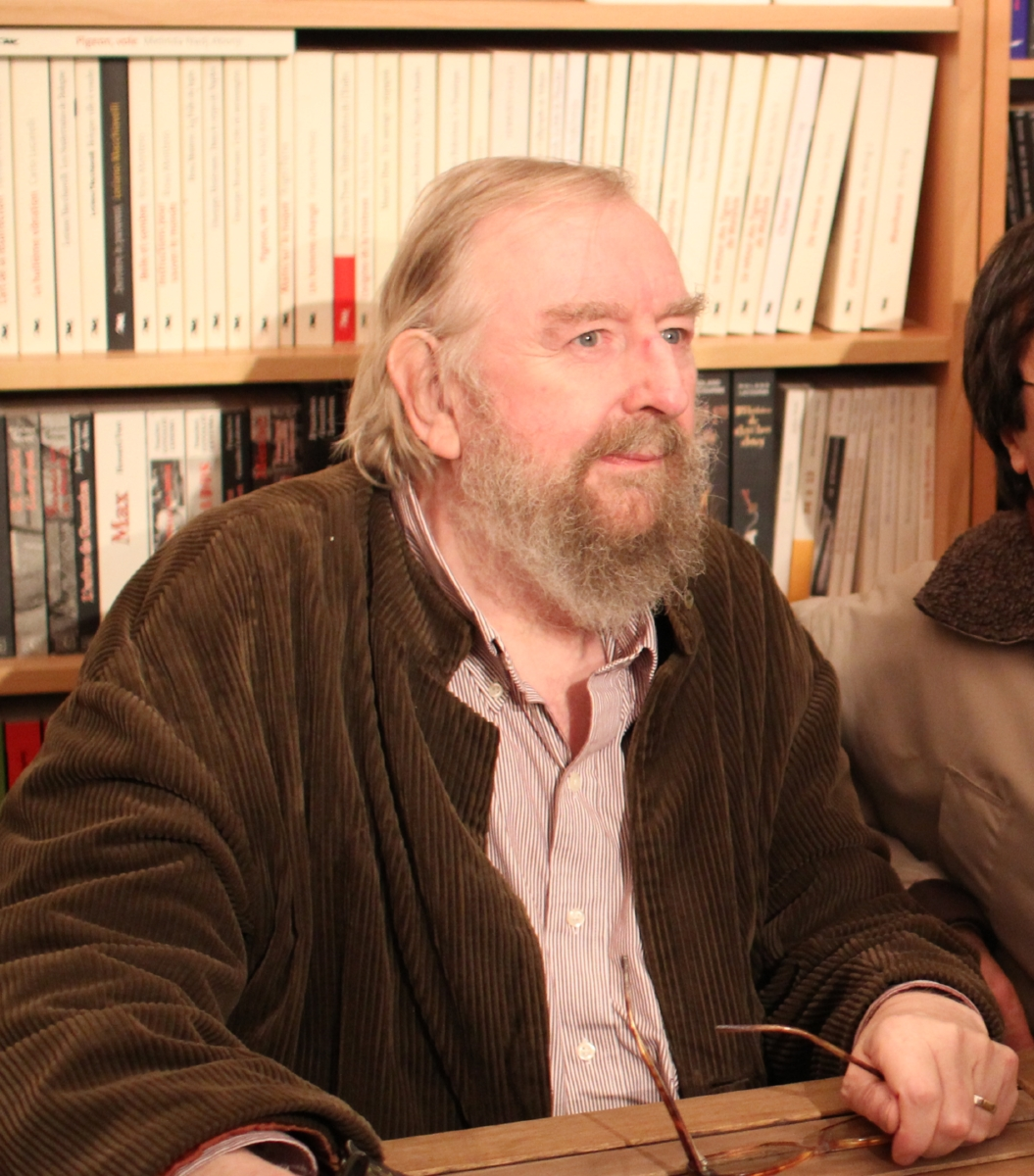
Michael Moorcock un autor reconegut per les seves novel·les de ciència-ficció i fantasia; també va ser un dels amics més propers d'Andrea Dworkin

Andrea Dworkin i Michael Moorcock, des de 1986, data de la seva primera trobada en una discussió sobre literatura a la Universitat d'East Anglia a Anglaterra, van mantenir una llarga amistat. Moorcock, que es diu pro feminista, ha explicat que havia anat a East Anglia només per conèixer Dworkin, de qui napreciava les obres. La novel·la de Dworkin Mercy (publicada l'any 1992) va ser dedicada a Moorcock, mentre que, pel seu costat, aquest últim ha fet el mateix amb Dworkin amb la seva novel·la Jerusalem Commands (també publicada l'any 1992).
Pretextant els seus punts comuns, Dworkin va explicar que tots dos estaven «preocupats per les mateixes coses», «perseguits per l'holocaust» i criticaven «el que la pornografia feia a la gent». Per la seva banda, Moorcock ha contat que havia viscut experiències similars: han format part del moviment pels drets cívics, estan pel dret a l'avortament, i a nivell personal, tots dos han conegut «les realitats del sexe i del tràfic de droga». Moorcock ha explicat igualment que Dworkin era una de les seves millors amigues; la seva admiració per la feminista li va fer dir que era com «si hagués tingut la sort de tenir per amiga Rosa Luxemburg». Ha continuat dient que «políticament, és la més poderosa influència del meu treball», fins al punt d'afegir: «és important per a mi tenir el seu assentiment sobre els meus llibres». Més globalment, Moorcock ha defensat Dworkin contra el que ha estimat que són crítiques injustificades, que ataquen la visió que tenia la feminista de la pornografia o que concerneixen la seva visió de les relacions sexuals.
La seva amistat es va concretar en una entrevista, donada a la revista New Statesman l'any 1995, en la qual Moorcock interroga Dworkin.

## Obres

### Assajos
- Dworkin, Andrea. Basic Books. Heartbreak: the political memoir of a feminist militant, 2002. ISBN 9780465017539.
- Dworkin, Andrea. Free Press. Scapegoat: the Jews, Israel, and women's liberation (en anglès), 2000. ISBN 0684836122.
- Dworkin, Andrea. Free Press. Life and death (en anglès), 1997. ISBN 0684835126.
- MacKinnon, Catharine; Dworkin, Andrea. Harvard University Press. In harm's way: the pornography civil rights hearings (en anglès), 1997. ISBN 0674445791.
- Dworkin, Andrea. Lawrence Hill Books. Letters from a war zone (en anglès), 1993. ISBN 1556521855.
- MacKinnon, Catharine; Dworkin, Andrea. Organizing Against Pornography. Pornography and Civil Rights (en anglès), 8 1988. ISBN 096218490X.
- Dworkin, Andrea. Simon & Schuster. Intercourse (en anglès), 1987. ISBN 0684832399.
- Dworkin, Andrea. Perigee Books. Right-wing women (en anglès), 1983. ISBN 0399506713.
- Dworkin, Andrea. Perigee Books. extractes Pornography: men possessing women (en anglès), 1981. ISBN 0399505326.
- Dworkin, Andrea. Perigee Books. Our blood: prophecies and discourses on sexual politics (en anglès), 1981. ISBN 039950575X.
- Dworkin, Andrea. Penguin Books. Woman hating (en anglès), 1974. ISBN 0452268273.

### Ficció i poesia
- Dworkin, Andrea. Four Walls Eight Windows. Mercy (en anglès), 1992. ISBN 0941423883.
- Dworkin, Andrea. Secker & Warburg. Ice and fire: a novel (en anglès), 1986. ISBN 043613960X.
- Dworkin, Andrea. Frog in the Well. The new womans broken heart: short stories (en anglès), 1980. ISBN 0960362800.